# Hrabstwo Columbia (Waszyngton)
Hrabstwo Columbia (ang. Columbia County) – hrabstwo w stanie Waszyngton w Stanach Zjednoczonych. Hrabstwo zajmuje powierzchnię 873,53 mil² (2262,43 km²). Według szacunków United States Census Bureau w roku 2009 miało 4040 mieszkańców. Jego siedzibą jest Dayton.
Hrabstwo Columbia zostało wydzielone z Walla Walla 11 listopada 1875 r.

## Miasta
- Dayton
- Starbuck